# Mardi Cinéma
Mardi Cinéma est une émission de télévision et un jeu télévisé français consacrés au cinéma, proposés et présentés par Pierre Tchernia et Jacques Rouland et diffusés un mardi soir sur deux à 22 h 15 sur Antenne 2 en alternance avec Les Dossiers de l'écran ou l'émission littéraire « Lire c'est vivre » du 12 janvier 1982 au 7 juin 1988.

## Histoire
L'émission Jeudi Cinéma diffusée depuis septembre 1980 passe du jeudi soir au mardi soir dès le 12 janvier 1982 et devient Mardi Cinéma.
Bien que consacrée au cinéma, Mardi Cinéma fait la synthèse d'anciennes émissions à succès de Pierre Tchernia et Jacques Rouland comme Monsieur Cinéma avec le questionnaire sur le septième art et la caméra invisible avec la caméra cachée de Jacques Legras.

## Principe de l'émission
Après la diffusion du film de première partie de soirée, Pierre Tchernia et Jacques Rouland reçoivent en direct du théâtre de l'Empire, puis des studios Cognac-Jay, deux comédiens et proposent reportages et bandes-annonces. Durant l’émission, deux équipes de jeunes, âgées de 16 à 18 ans, s’opposent autour de questions liées au septième Art, avec l’aide des invités. Lors de la première émission, Gérard Depardieu et Pierre Richard sont les deux invités pour leur film La Chèvre et jouent respectivement pour le lycée Turgot et le lycée Jacques Decour. Mardi Cinéma comporte aussi une « Caméra cachée » de Jacques Legras, dont le sujet s’apparente à celui du film du jour.
Bien que consacrée au cinéma, Mardi Cinéma faisait la synthèse d'anciennes émissions à succès de Pierre Tchernia et Jacques Rouland comme Monsieur Cinéma avec le questionnaire sur le septième art et La caméra invisible avec la caméra cachée de Jacques Legras.
Le concept a ensuite évolué pour accueillir quatre comédiens autour de la table, pour jouer et parler de leur actualité. Selon leurs réponses, ils permettaient au public du théâtre de l’Empire de remporter des places de cinéma.
L’une des séquences les plus connues de l’émission est l’interview catastrophe d’Anémone, ivre, venue présenter son film avec Thierry Lhermitte, Le Mariage du siècle, en octobre 1985.
Lors de la rentrée de septembre 1987, Pierre Tchernia quitte l'émission pour tourner son nouveau film, Bonjour l'angoisse, et est remplacé aux commandes de Mardi Cinéma par l’acteur Daniel Ceccaldi et la journaliste Ghislaine Ottenheimer. L'émission se compose alors d'un invité, de l’actualité cinématographique, de reportages et toujours d'un jeu opposant cette fois-ci deux candidats. Les téléspectateurs sont également invités à sélectionner les 7 films les plus importants de la filmographie de l’invité.
En janvier 1988, Mardi Cinéma est dès lors proposée par Agnès Vincent et animée par Fabrice et propose à deux équipes de deux comédiens de reconnaître musiques et photos masquées issues de films. Vers 22h30, l’animateur donne également le « mot de passe » à destination des téléspectateurs. En un coup de fil, chacun peut remporter un caméscope. Les invités de la dernière émission sont Arielle Dombasle, Jacques Weber, Bruno Cremer et Jean-Luc Bideau. À partir de 1988, Pierre Tchernia participe à la conception et coprésente l'émission « Bonjour la télé » avec Frédéric Mitterrand, avant de rejoindre la production et coprésenter l'émission Les Enfants de la télé sur la même chaîne devenue France 2 en 1994. Pour sa part, Jacques Rouland prend sa retraite et quitte Antenne 2 en 1991.
L'émission revient à l'antenne entre septembre 2016 et avril 2018 avec Laurent Ruquier à la présentation. Diffusée pour sa première le mardi 26 septembre à 20 h 50, l'émission réalise de très basses audiences. Une émission hommage à Pierre Tchernia décédé a eu lieu le mardi 12 octobre. Alors qu'elle était programmée pour une diffusion mensuelle, elle devient alors événementielle et occupe la case de deuxième partie de soirée, suivant la diffusion du film du dimanche soir. Dès lors les parts de marchés grimpent timidement. L'émission n'est pas reconduite à la rentrée 2018.

## Invités (2016-2018)
- 20 septembre 2016 : Dany Boon, Laurence Arné, Guillaume Gallienne, Guillaume Canet, Danièle Thompson, Marthe Villalonga, Guy Bedos, Claude Brasseur, Anny Duperey, Pierre Niney, Lambert Wilson
- 6 décembre 2016 :  Gérard Jugnot, Thierry Lhermitte, Patrick Timsit, Fanny Ardant, Richard Berry, Isabelle Nanty, Jean-Paul Rouve, José Garcia, Caroline Vigneaux, André Dussollier, Lucien Jean-Baptiste, Vincent Elbaz, Julie Ferrier et Waly Dia
- 30 avril 2017 : Louane Emera, Éric Lartigau, Luca Gelberg, Valérie Lemercier, Hélène Vincent, Philippe Laudenbach, Cécile de France, Reda Kateb, Benoît Magimel et Étienne Chatiliez
- 1er octobre 2017 : Gilles Lellouche, Josiane Balasko, Marilou Berry, Didier Bourdon, Arnaud Ducret, Fabrice Éboué, Ramzy Bedia, Guillaume de Tonquédec
- 10 décembre 2017 : Lucien Jean-Baptiste, Firmine Richard, Anne Consigny, Kev Adams, Michèle Laroque, Gérard Darmon, Serge Hazanavicius, Julia Piaton, Baptiste Lecaplain
- 1er avril 2018 : Roland Giraud, Kad Merad, Louise Bourgoin, Mélanie Bernier, Marc Lavoine, Jérôme Commandeur, Arnaud Ducret

## Audiences
| 1 | Mardi 20 septembre 2016 21 h - 23 h  | Dany Boon, Laurence Arné, Pierre Niney, Lambert Wilson, Danièle Thompson, Guillaume Canet, Guillaume Gallienne, Marthe Villalonga, Anny Duperey, Claude Brasseur, Guy Bedos                                                      | 1 641 000 | 7,7 %  | [ 5 ] |   |                                    | |           |       |       |
| 2 | Mardi 6 décembre 2016 23 h - 1 h     | Gérard Jugnot, Thierry Lhermitte, Patrick Timsit, Fanny Ardant, Richard Berry, Isabelle Nanty, Jean-Paul Rouve, José Garcia, Caroline Vigneaux, André Dussollier, Lucien Jean-Baptiste, Vincent Elbaz, Julie Ferrier et Waly Dia | 1 100 000 | 9 %    |       |   |                                    | |           |       |       |
| 3 | Dimanche 30 avril 2017 23 h - 1 h    | Louane Emera, Éric Lartigau, Luca Gelberg, Valérie Lemercier, Hélène Vincent, Philippe Laudenbach, Cécile de France, Reda Kateb, Benoît Magimel et Étienne Chatiliez                                                             | 2 900 000 | 19,4 % | [ 6 ] |   |                                    | |           |       |       |
| 4 | Dimanche 1er octobre 2017 23 h - 1 h | Gilles Lellouche, Josiane Balasko, Marilou Berry, Didier Bourdon, Arnaud Ducret, Fabrice Éboué, Ramzy Bedia, Guillaume de Tonquédec                                                                                              | 809 000   | 9,4%   |       |   |                                    | |           |       |       |
| 5 | Dimanche 10 décembre 2017 23 h - 1 h | Lucien Jean-Baptiste, Firmine Richard, Anne Consigny, Kev Adams, Michèle Laroque, Gérard Darmon, Serge Hazanavicius, Julia Piaton, Baptiste Lecaplain                                                                            | 1 001 000 | 6,6%   |       | 6 | Dimanche 1er avril 2018 23 h - 1 h | Jérôme Commandeur, Kad Merad, Marc Lavoine, Mélanie Bernier, Roland Giraud, Arnaud Ducret, Louise Bourgoin | 1 140 000 | 10,2% | [ 7 ] |

Légende :
En fond vert  = Les plus hauts chiffres d'audiences/PDA
En fond rouge = Les plus bas chiffres d'audiences/PDA